# 第三の日
『第三の日』（The Third Day）は1965年のアメリカ合衆国の映画。監督はジャック・スマイト。出演はジョージ・ペパードなど。

## キャスト
| 役名               | 俳優                   | 日本語吹替                     |
| 役名               | 俳優                   | NET版                          |
| ------------------ | ---------------------- | ------------------------------ |
| スティーブ         | ジョージ・ペパード     | 睦五朗                         |
| アレクサンドリア   | エリザベス・アシュレイ | 山東昭子                       |
| オリバー           | ロディ・マクドウォール | 山田康雄                       |
| ウィーラ医師       | アーサー・オコンネル   | 河村弘二                       |
| キャサリン         | モナ・ウィッシュボーン | 河村久子                       |
| ガーディアーノ検事 | ロバート・ウェッバー   | 小林修                         |
| コンウェイ         | チャールズ・ドレイク   | 宮川洋一                       |
| ホリー             | サリー・ケラーマン     | 北浜晴子                       |
| レスター           | アート・ジョンソン     | 愛川欽也                       |
| 日本語版スタッフ   |                        |                                |
| 演出               | 演出                   | 山田悦司                       |
| 翻訳               | 翻訳                   | 森田博                         |
| 調整               | 調整                   | 坂巻四郎                       |
| 効果               | 効果                   | 赤塚不二夫                     |
| 制作               | 制作                   | グロービジョン                 |
| 解説               | 解説                   | 淀川長治                       |
| 初回放送           | 初回放送               | 1970年9月13日 『日曜洋画劇場』 |